# Suzuki Karimun
Suzuki Karimun — название городских автомобилей, выпускавшихся с сентября 1999 по 2021 год японской компанией Suzuki и продававшихся в Индонезии. Название Karimun автомобили получили в честь Великого Каримуна (Karimun Besar), группы островов в округе Каримун, провинция Кепулауан-Риау, хотя дочерняя компания Suzuki Indomobil Motor также заявила, что название Каримун было придумано от фразы «нести на луну» (англ. «carry to the moon»). Все модели Karimun основаны на платформе кей-кара Suzuki Wagon R.

## Первое поколение (SL410R, 1999—2006)
Первое поколение Suzuki Karimun выпускалось на базе R-Wide/+.

## Второе поколение (MF31S, 2007—2013)
Второе поколение Suzuki Karimun выпускалось на базе импортированного из Индии Maruti Zen Estilo. Название — Karimun Estilo.

## Третье поколение (MP31S, 2013—2021)
Третье поколение Suzuki Karimun выпускалось на базе Maruti Wagon R второго поколения в рамках программы Low Cost Green Car (LCGC), одобренной правительством. Название — Karimun Wagon R.

## Галерея

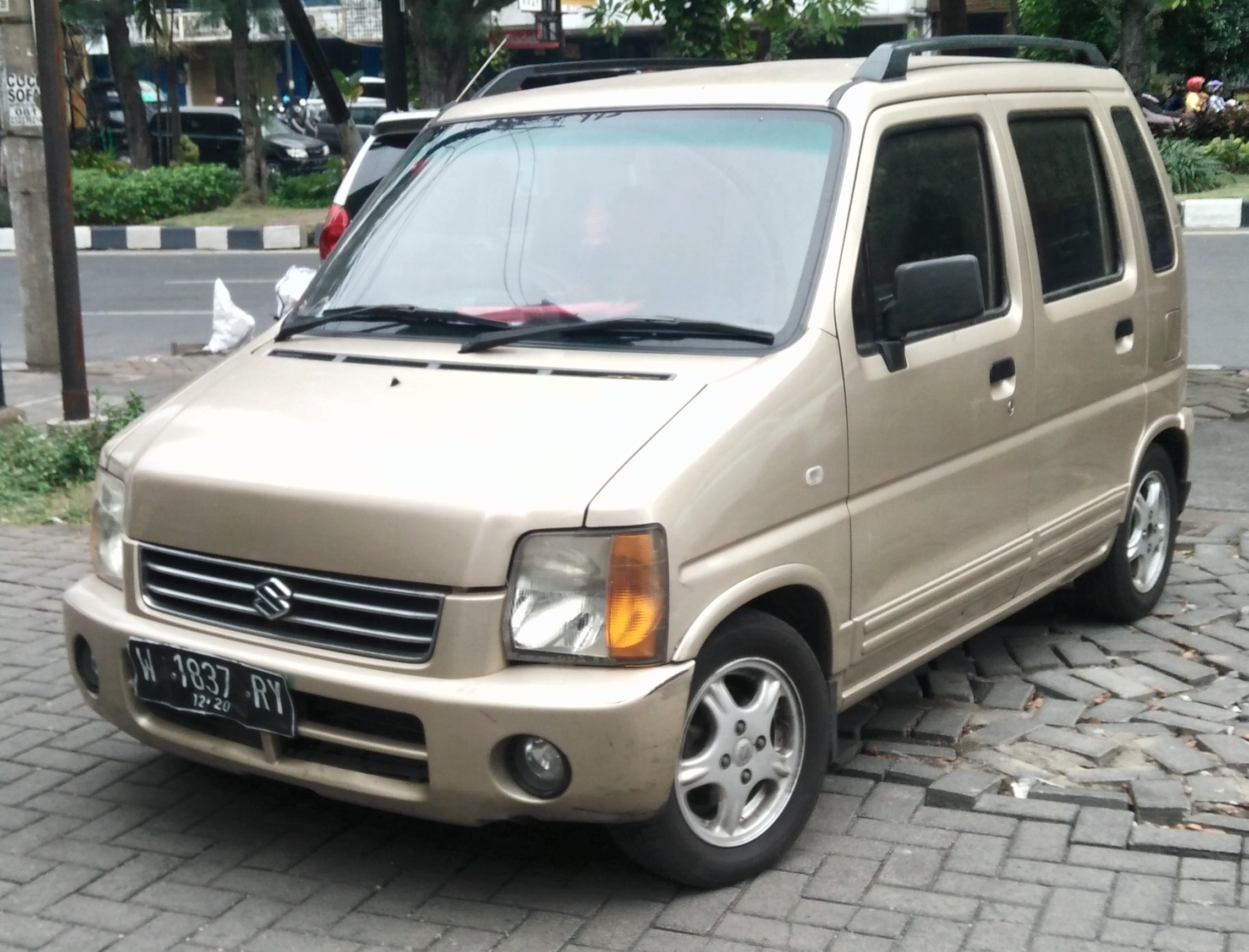
Первое поколение (Karimun)
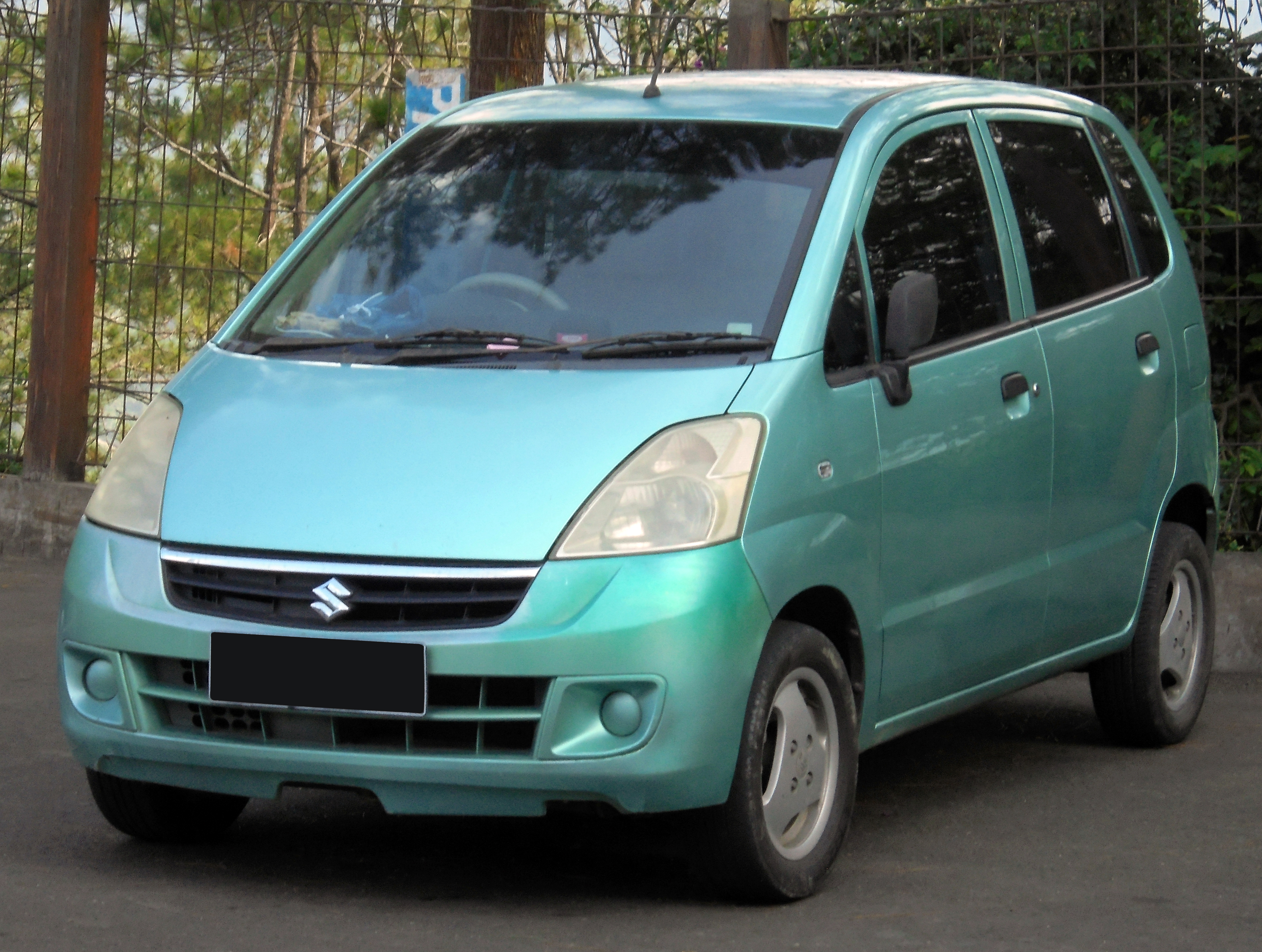
Второе поколение (Karimun Estilo)
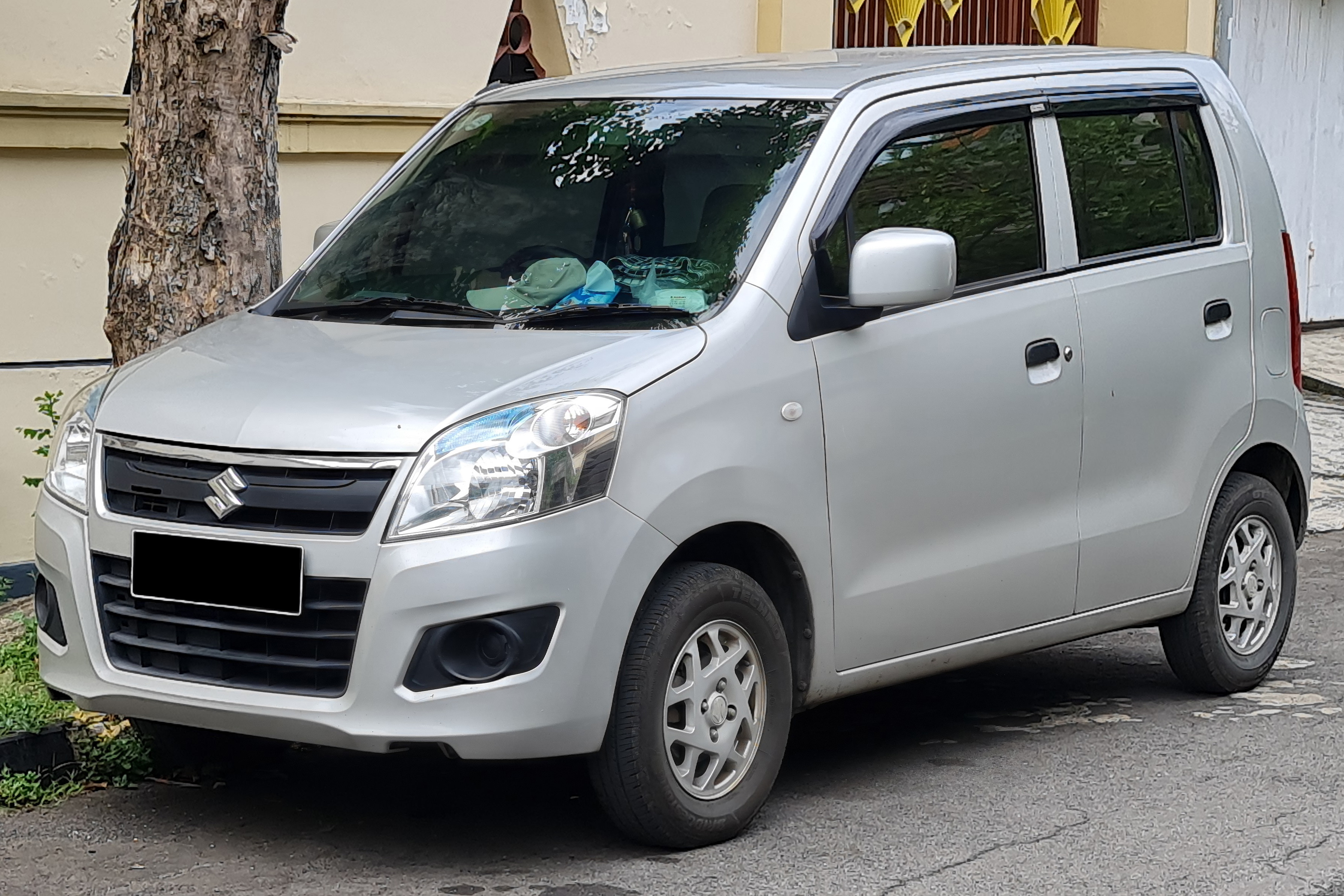
Третье поколение (Karimun Wagon R)